# Isak Davidsen
Isak Bartholomæus Kristian Lukas Davidsen (* 5. August 1953 in Itilleq) ist ein grönländischer Politiker (Siumut), Pastor und Propst.

## Leben
Isak Davidsen ist der Sohn der Hausfrau Susanne Davidsen († 1987). Er heiratete am 29. Oktober 1983 Antoinette A. G. S. Enoksen (* 1958).
Isak Davidsen ließ sich von 1997 bis 1999 zum Pastor ausbilden. Anschließend war er ab 2000 als Pastor in Maniitsoq, Narsaq und Sisimiut tätig. Im Mai 2010 wurde er zum Propst der Provsteqarfik Kujataa ernannt, zuständig für die Palaseqarfiit Nanortalik, Narsaq, Qaqortoq und Paamiut. Er folgte hierbei Jakobine Kyed nach, die in die Provsteqarfik Qeqqa Tunulu, die Dompropstei, bestehend aus den Palaseqarfiit Nuuk, Maniitsoq, Sisimiut, Qaanaaq, Ittoqqortoormiit und Tasiilaq, wechselte. Sie starb kurze Zeit später und so ersetzte Isak Davidsen sie im Oktober 2010, womit er Dompropst des Bistums Grönland wurde. 2018 wurde er zum Ritter des Dannebrogordens ernannt und ging im selben Jahr in Rente.
Isak Davidsen kandidierte bei der Parlamentswahl 2002 für die Atassut und wurde ins Inatsisartut gewählt. 2003 verließ er seine Partei und wechselte zur Siumut. Bei der Wahl 2005 erreichte er den vierten Nachrückerplatz der Siumut und wurde von diesem aus 2006 und 2008 mehrfach ins Parlament berufen. Bei der Wahl 2009 erhielt er nur noch 73 Stimmen und schied aus dem Parlament aus. Anschließend beendete er seine politische Karriere.